# Atterbom (släkt)
Atterbom är en svensk släkt härstammande från komministern i  Skönberga, Linköpings stift., Johan Atterbom (1663-1720), som antog namnet efter sin födelseby Attorp i Rappestads socken, Östergötland. Sonsons son till honom var skalden P.D.A. Atterbom. 

## Släktträd
- Per Daniel Amadeus Atterbom (1790-1855), författare och ledamot av Svenska Akademien.
  - Ernst Atterbom (1835–1924), svensk väg- och vattenbyggnadsingenjör.
    - Ebba Atterbom (1868-1961), svensk översättare.
    - John Atterbom (1870–1930), svensk journalist.

- Daniel Atterbom (1959-2016), svensk journalist